# Janseana vibrata
Janseana vibrata is een vlinder uit de familie echte motten (Tineidae). De wetenschappelijke naam van deze soort is voor het eerst geldig gepubliceerd in 1913 door Edward Meyrick.
De soort komt voor in tropisch Afrika.